# François Jackow

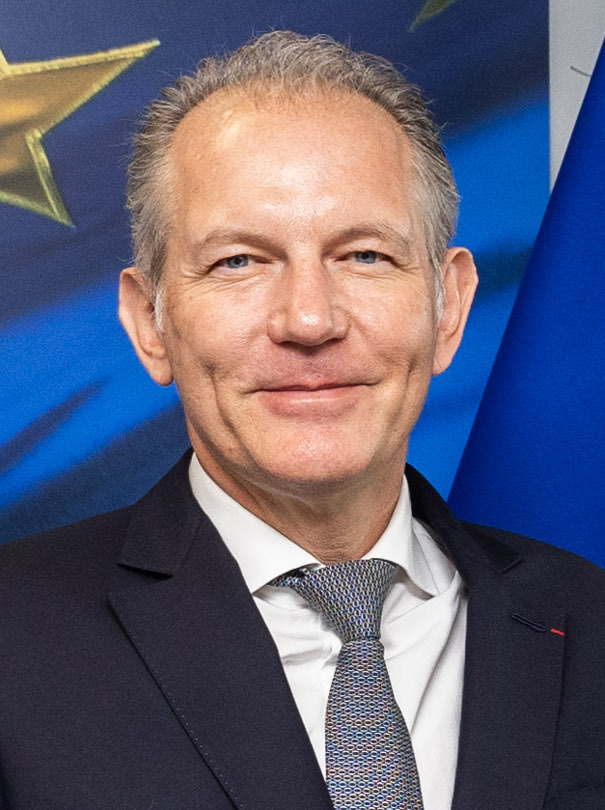
François Jackow

François Jackow (* 12. Juni 1969 in Paris) ist ein französischer Manager und seit dem 1. Juni 2022 CEO von Air Liquide.

## Leben
Jackow besuchte das Pariser Lycée Henri IV und die Vorbereitungsklassen am Lycée Louis-le-Grand. Er wurde 1989 an der École normale supérieure aufgenommen, wo er 1992 einen Abschluss in Chemie machte. Durch einen Hochschulaustausch erlangte er außerdem 1992 einen Master of Arts in Chemie an der Harvard University. 1993 erwarb er einen Master of Business Administration am Collège des ingénieurs.
Er begann seine Karriere 1990 bei L’Oréal als Associate Researcher. Von 1991 bis 1992 arbeitete er für den Ölkonzern Shell als Industrierisikoberater. 1993 fing er bei Air Liquide an, wo er 2002 zum Vice President für Forschung und Entwicklung, 2007 zum CEO der Tochtergesellschaft in Japan aufstieg. Er kehrte 2011 nach Paris zurück, wurde 2015 Mitglied des Executive Committee und 2019 Executive Vice-President (Directeur Général Adjoint) von Air Liquide.
Am 1. Juni 2022 wurde er als Nachfolger von Benoît Potier zum Präsidenten und CEO von Air Liquide ernannt.